# Gedeputeerde Staten
As Gedeputeerde Staten (Deputações Provinciais, GS) são órgãos da administração direta nos Países Baixos, constituídos por deputados (gedeputeerden) do executivo de uma província.
Juntamente com o Comissário da Rainha, eles formam o College van Commissaris van de Koningin en Gedeputeerde Staten, que é o Conselho Executivo da província. Os membros das Deputações Provinciais são eleitos, para um período de quatro anos, pelas Assembleias Legislativas das Províncias ou Estados Provinciais (Provinciale Staten), os parlamentos provinciais diretamente eleitos. Cada Deputação Provincial é presidida pelo seu respectivo Comissário do Rei.
Todos os membros das Deputações Provinciais têm sua própria competência para preparar, coordenar e planejar políticas e legislações para as Assembleias Legislativas das Províncias e executar legislações. Eles têm um trabalho em tempo integral e podem ser comparados a Secretários de estado. As Deputações Provinciais têm o dever de informar às Assembleias das Províncias sobre todos os aspectos da sua política. As Deputações Provinciais funcionam como um órgão colegiado e a maioria das decisões é tomada por consenso. 